# Savas-Mépin
Savas-Mépin é uma comuna francesa na região administrativa de Auvérnia-Ródano-Alpes, no departamento de Isère. Estende-se por uma área de 10,43 km². Em 2010 a comuna tinha 906 habitantes (densidade: 86,9 hab./km²).